# ミスターブライトサイド
ミスターブライトサイド（Mr Brightside、2017年10月17日 - ）は、ニュージーランド生産・オーストラリア調教の競走馬。
主な勝ち鞍は2022年・2023年のドンカスターマイル連覇、2023年・2024年のマカイビーディーヴァステークス連覇、2023年のジ・オールスターマイル、メムジーステークス、2024年・2025年のフューチュリティステークス連覇、2024年のCFオーアステークス、チャンピオンズマイル。

## 概要

### 3歳（2020/2021シーズン）
2021年2月10日マタマタ競馬場の未勝利戦でデビューして5着。7月1日ペンディゴ競馬場で2着。7月16日ジーロン競馬場の未勝利戦でクレイグ・ウィリアムズが騎乗して初勝利を挙げた。

### 4歳（2021/2022シーズン）
8月1日テドブロークスパーク競馬場のハンデ戦で勝利を挙げ、そこから未勝利戦を含めて5連勝。10月10日のシーモアカップ(L)も勝利して6連勝となった。
その後は10月30日のエミレーツステークス(G1)に出走するが4頭一戦の4着に敗れた。
2022年2月19日のマーチステークス(L)で始動して3着。3月5日ブレーミーステークス(G2)を4着。3月19日のジ・オールスターマイルはザーキの4着に敗れた。
その後は4月2日のドンカスターハンデキャップ(G1)に出走、6番人気タイの評価を受けた。発馬を決めて好位に取り付け、内のアイムサンダーストラックと並走する。アイムサンダーストラックが早めに進出を開始して2馬身ほど置いて行かれるも、残り200mで火がつき一気に逆転。アイムサンダーストラックを差し切って0.58馬身差で優勝。ハンデ50kgを活かしてG1初制覇・グループ競走初制覇を果たした。

### 5歳（2022/2023シーズン）
8月13日のPBローレンスステークス(G2)より始動。前走とは打って変わって馬齢重量59kgとなるも、4番手に控えてから直線では追いすがる後続を0.2馬身差で抑えて完勝。新シーズンに弾みをつけた。
続いて9月3日のジョンFフィーハンステークス(G2)に出走、単勝1.65倍の1番人気に支持された。2番手を追走し、最終コーナーで先頭に並び掛けると直線で突き抜けて4.5馬身差で圧勝する。
その後は9月25日のアンダーウッドステークス(G1)に出走するがアリゲーターブラッドの5着。10月8日のコーフィールドステークス(G1)では後方から追い込むもアナモーの4着。10月22日コックスプレート(G1)はアナモーの7着。11月5日のチャンピオンズマイル(G1)ではアリゲーターブラッドの2番手を追走するも逃げ切られて3着に敗れた。
2023年の年明け初戦は2月11日のCFオーアステークスより始動して5着。2月25日のフューチュリティステークス(G1)では後方から追い込むもアリゲーターブラッドの2着に敗れた。
3月18日のジ・オールスターマイルは新たにルーク・カリーと組んで出走。好位勢の後ろで内埒沿いを位置取り、最終コーナーで外に持ち出されると、残り50mから抜け出してカスカディアンの猛追を0.5馬身差で振り切った。
続いて4月1日のドンカスターハンデキャップ(G1)に鞍上ザカリー・パートンで出走。直線で抜け出すと内から襲い掛かろうとするマイオベロンを0.13馬身差で退けて、史上8頭目となるドンカスターハンデキャップ連覇を達成した。

### 6歳（2023/2024シーズン）
8月19日のPBローレンスステークス(G2)よりウィリアムズ騎手を鞍上に始動、1番人気に支持された。4番手を追走して直線の残り200ｍから先頭に抜け出して完勝。貫禄の連覇を果たした。
9月2日のメムジーステークス(G1)でも1番人気の支持を受けて出走。14番枠から発馬よくでて4番手に取り付いて流れに乗る。2番手を追走しているアリゲーターブラッドを目標に進出を開始。内から埒沿いを突くプリンセスグレース、外に持ち出されたアイウィッシュアイウィンと並んで残り200ｍから抜け出し、プリンセスグレースを抑え込んで0.4馬身差で3度目のG1制覇。4頭による追い比べを制して4連勝とした。
9月16日のマカイビーディーヴァステークス(G1)では単勝オッズ1.85倍の1番人気の支持を集めての出走。アリゲーターブラッドが逃げ、ミスターブライトサイドは4番手を維持。鞍上が手綱を控えたまま残り200ｍ地点でアリゲーターブラッドに並び掛けると、鞭も使わずに抜け出して1.5馬身差で快勝。5連勝でG1・4勝目を挙げた。
その後は10月14日のジョージメインステークス(G1)では１番人気で出走。先行してファンガールと併せ馬のように直線に入るも突き放されてしまい2.67馬身差の2着。連勝は5で止まった。
10月28日のコックスプレート(G1)は6番人気で出走。ロマンチックウォリアーの内で追走して、残り200m地点で3番手を追走していたアリゲーターブラッドの内を狙い、鋭く伸びて内から頭を出すも外から迫ったロマンチックウォリアーに差し切られてしまい0.1馬身の2着に惜敗した。
11月11日のチャンピオンズマイル(G1)は2番人気の支持を受けて4番手を追走するも、既に中間点で約4馬身ほどの間隔を作っていたプライドオブジェニに逃げ切られてしまい1.25馬身差の2着に敗れた。
2024年は2月10日のCFオーアステークス(G1)から始動。発馬で一冠歩ほど出遅れる格好となるも巻き返して中団に付けての追走。迎えた直線では大外から末脚を伸ばして、ゴール寸前で2頭で馬体を併せて競り合っていたプライドオブジェニとバッファローリバーを差し切って優勝。通算5度目のG1制覇を秋の始動戦で果たした。
続いて2月24日のフューチュリティステークス(G1)に圧倒的な1番人気で出走。中団5番手での追走から早めに仕掛けて3番手で直線を迎えると、残り150m付近で先頭に立って後続を退けて1.5馬身差を付けて勝利。6度目のG1制覇を挙げた。
3月16日のオールスターマイルには単勝オッズ2.0倍の1番人気で出走、後方3番手から追い上げるも逃げたプライドオブジェニを捕らえることができずに2馬身差の2着に敗れた。

## 血統表
| ミスターブライトサイドの血統 | ミスターブライトサイドの血統                                | ミスターブライトサイドの血統                                | （血統表の出典）                                            | （血統表の出典） |
| 父系                         | ミスタープロスペクター系                                    | ミスタープロスペクター系                                    | ミスタープロスペクター系                                    |                  |
| 父 Bullbars 青鹿毛 2007      | 父の父Elusive Quality 鹿毛 1993                             | Gone West                                                   | Mr. Prospector                                              | Mr. Prospector   |
| 父 Bullbars 青鹿毛 2007      | 父の父Elusive Quality 鹿毛 1993                             | Gone West                                                   | Secrettame                                                  |                  |
| 父 Bullbars 青鹿毛 2007      | 父の父Elusive Quality 鹿毛 1993                             | Touch of Greatness                                          | Hero's Honor                                                | Hero's Honor     |
| 父 Bullbars 青鹿毛 2007      | 父の父Elusive Quality 鹿毛 1993                             | Touch of Greatness                                          | Ivory Wand                                                  |                  |
| 父 Bullbars 青鹿毛 2007      | 父の母Accessories 鹿毛 2003                                 | Singspiel                                                   | In the Wings                                                | In the Wings     |
| 父 Bullbars 青鹿毛 2007      | 父の母Accessories 鹿毛 2003                                 | Singspiel                                                   | Glorious Song                                               |                  |
| 父 Bullbars 青鹿毛 2007      | 父の母Accessories 鹿毛 2003                                 | Anna Matrushka                                              | Mill Reef                                                   | Mill Reef        |
| 父 Bullbars 青鹿毛 2007      | 父の母Accessories 鹿毛 2003                                 | Anna Matrushka                                              | Anna Paola                                                  |                  |
| 母 Lilahjay 鹿毛 2005        | 母の父Tavistock 鹿毛 2005                                   | Montjeu                                                     | Sadler's Wells                                              | Sadler's Wells   |
| 母 Lilahjay 鹿毛 2005        | 母の父Tavistock 鹿毛 2005                                   | Montjeu                                                     | Floripedes                                                  |                  |
| 母 Lilahjay 鹿毛 2005        | 母の父Tavistock 鹿毛 2005                                   | Upstage                                                     | Quest for Fame                                              | Quest for Fame   |
| 母 Lilahjay 鹿毛 2005        | 母の父Tavistock 鹿毛 2005                                   | Upstage                                                     | Pedestal                                                    |                  |
| 母 Lilahjay 鹿毛 2005        | 母の母Keepable 鹿毛 2003                                    | Keepable                                                    | *デインヒル                                                 | *デインヒル      |
| 母 Lilahjay 鹿毛 2005        | 母の母Keepable 鹿毛 2003                                    | Keepable                                                    | Nuwirah                                                     |                  |
| 母 Lilahjay 鹿毛 2005        | 母の母Keepable 鹿毛 2003                                    | Delia's Choice                                              | Sir Tristram                                                | Sir Tristram     |
| 母 Lilahjay 鹿毛 2005        | 母の母Keepable 鹿毛 2003                                    | Delia's Choice                                              | Taiona                                                      |                  |
| 母系(F-No.)                  | Hermione(FN:7-f)                                            | Hermione(FN:7-f)                                            | Hermione(FN:7-f)                                            |                  |
| 5代内の近親交配              | Sadler's Wells 5 x 4、Northern Dancer 5 x 5、Sir Ivor 5 x 5 | Sadler's Wells 5 x 4、Northern Dancer 5 x 5、Sir Ivor 5 x 5 | Sadler's Wells 5 x 4、Northern Dancer 5 x 5、Sir Ivor 5 x 5 |                  |